# Wyżnia Krywańska Szczerbina
Wyżnia Krywańska Szczerbina (słow. Vyšná Krivánska štrbina, 2194 m) – przełęcz znajdująca się w Krywańskiej Grani w słowackiej części Tatr Wysokich. Oddziela Turnię nad Korytem od Zadniej Krywańskiej Turni. Dość długa grań łącząca te dwa szczyty opada urwistymi ścianami do doliny Niewcyrki. Od Turni nad Korytem grań początkowo obniża się znacząco, po czym następuje jej niemal poziomy fragment, urozmaicony niewielkimi zębami skalnymi, kończący się bezpośrednio pod wierzchołkiem Zadniej Krywańskiej Turni.
Pierwszego znanego wejścia na Wyżnią Krywańską Szczerbinę dokonali Alfred Martin i przewodnik Johann Franz senior 20 września 1907, podczas wspinaczki Krywańską Granią.
Obecnie wspinaczka w całym masywie Krywania nie jest dozwolona, z wyjątkiem północnej ściany Ramienia Krywania w okresie zimowym (od 21 grudnia do 20 marca).

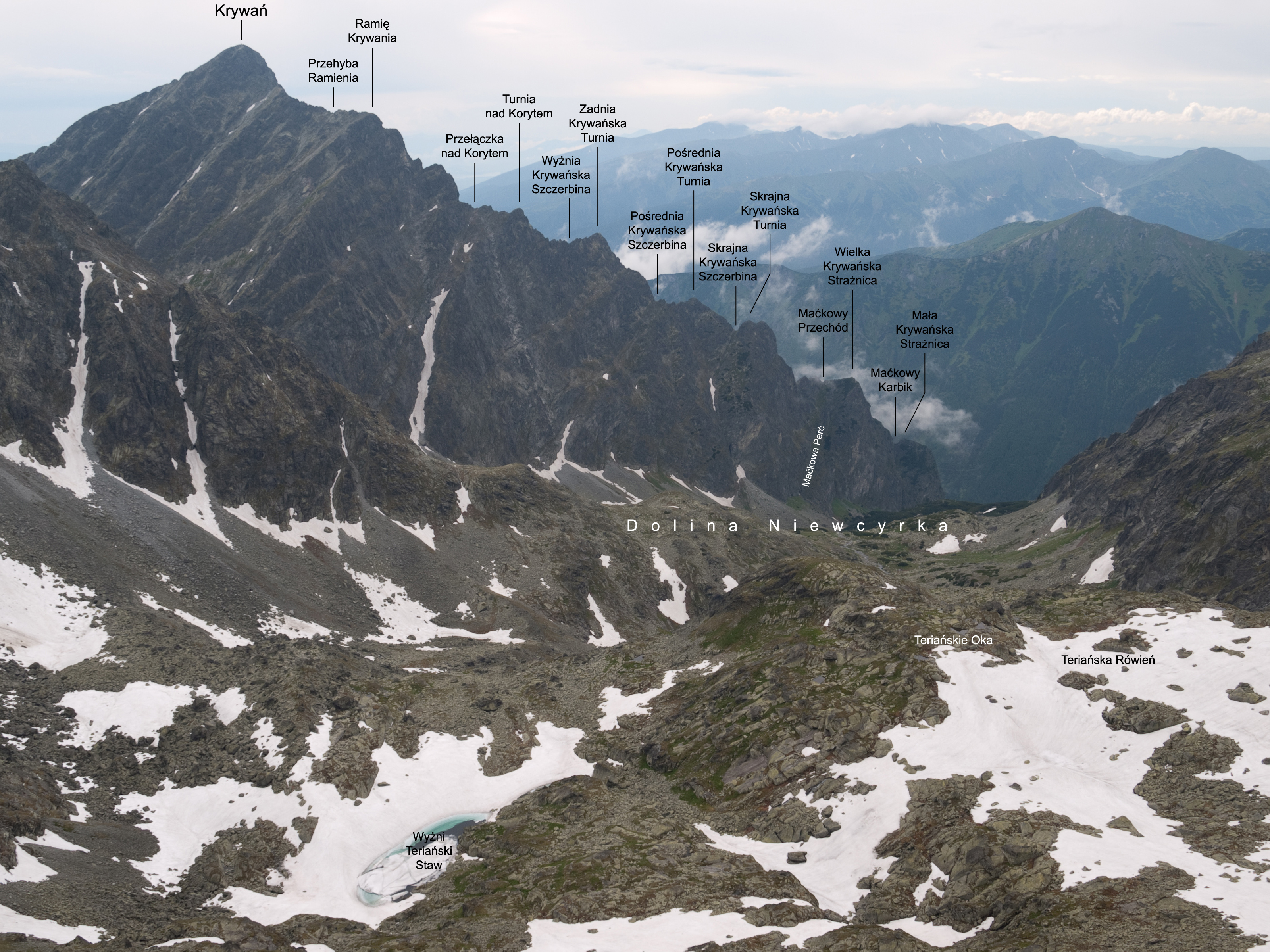
Krywańska Grań – widok z Furkotu